# Sougraigne
Sougraigne település Franciaországban, Aude megyében. Lakosainak száma 127 fő (2022. január 1.). Sougraigne Arques, Bugarach, Fourtou, Rennes-le-Château és Rennes-les-Bains községekkel határos.

## Népesség
A település népessége az elmúlt években az alábbi módon változott:
| Lakosok száma | 53   | 56   | 65   | 77   | 81   | 101  | 112  | 122  | 124  | 127  |
|               | 1968 | 1982 | 1990 | 2006 | 2013 | 2015 | 2017 | 2019 | 2020 | 2022 |